# Діп-хаус
Діп-ха́ус (англ. deep house) — стиль електронної танцювальної музики, що з'явився на стику «старого» чиказького хаусу та соулу. Народження даного стилю зазвичай відносять до кінця 1980-х років. 
У Великій Британії відомий під назвою соулфул-хаус (англ. Soulful house).

## Особливості стилю
Містить елементи музики соул (80-х років), джазу, фанку та детройтського техно.
Спочатку був переповнений мелодіями, побудованими на старих акордних прогресії, зіграних примарним звуком електрооргана. Стиль почав зароджуватися, коли розвинулися стилі детройтського техно і американського гаража. Відрізнявся від них більш джазовим (порівняно з гаражем), але водночас більше мінімалістичним (порівняно з техно) звучанням. З середини 90-х стиль остаточно відокремився від інших стилів хаузу.

## Виконавці діп-хауза
- Tomato Jaws
- Zhu
- Dusky
- Route 94
- Claptone
- HVOB
- Pete Oak
- Kant